# Aleksander Orłowski
Aleksander Orłowski (Varsòvia, Polònia, 1777 - Sant Petersburg, Rússia, 1832) va ser un pintor romàntic polonès, pioner de la litografia en l'Imperi Rus.
Fill d'un humil taverner, va ser un nen prodigi. El 1793 Orłowski es va unir a l'Exèrcit Polonès i va lluitar en l'alçament Kościuszko contra la Rússia Imperial i Prússia, però va ser ferit i va tornar a Varsòvia per seguir els seus estudis, finançats pel Príncep Józef Poniatowski. Va estudiar amb molts artistes destacats de l'època, entre ells Norblin, Bacciarelli i Lesserowicz. El 1802, després del repartiment de Polònia, es va traslladar a Rússia, on es va convertir en un dels pioners de la litografia.
Entre les seves obres hi ha nombrosos esbossos de la vida quotidiana a Polònia i Rússia, així com escenes de l'alçament Kościuszko i altres guerres poloneses.